# Austrodecus profundum
Austrodecus profundum là một loài nhện biển trong họ Austrodecidae. Loài này thuộc chi Austrodecus. Austrodecus profundum được miêu tả khoa học năm 1957 bởi Stock.